# ディエポルト2世

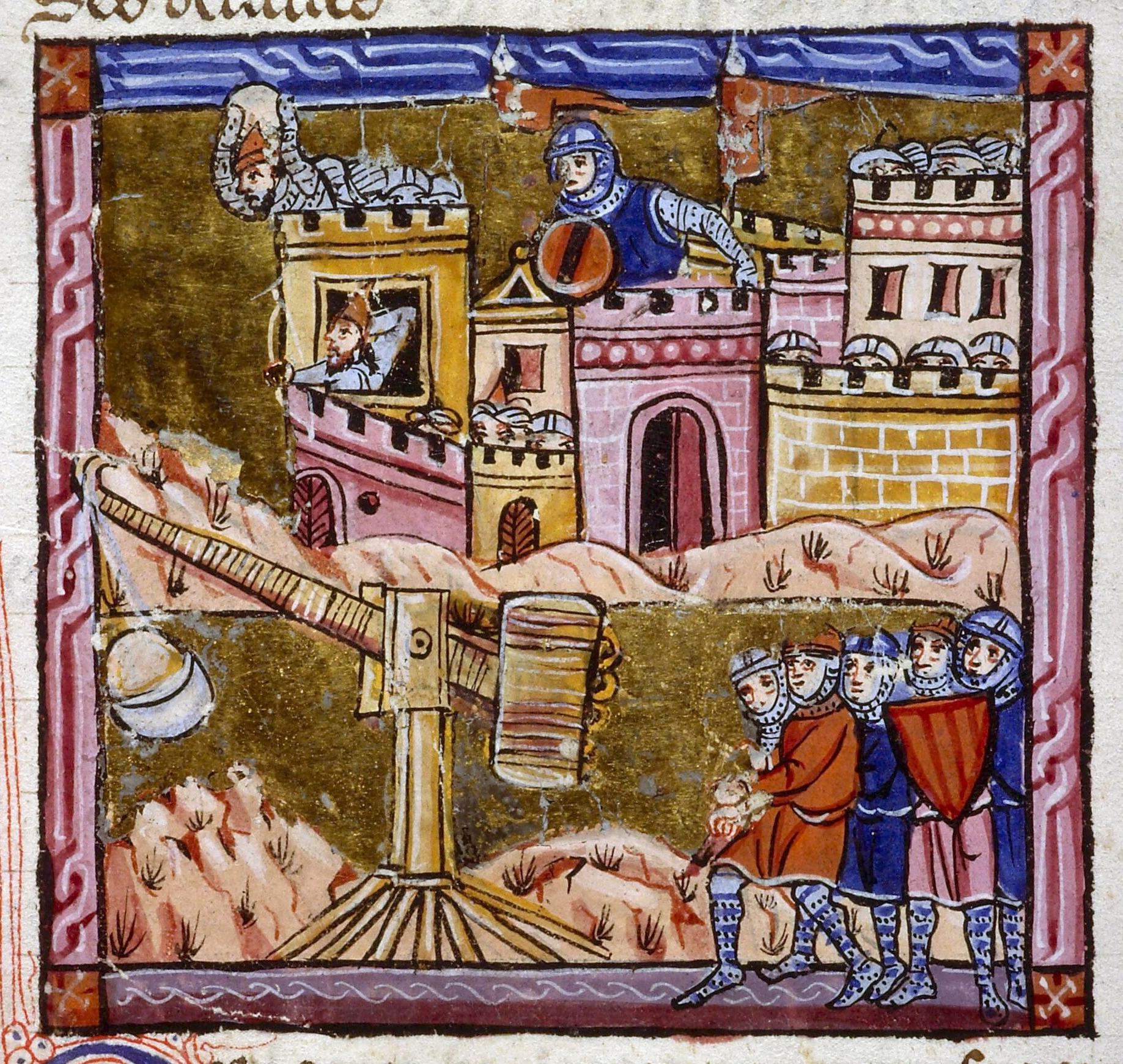
1190年のアッコ包囲戦

ディエポルト2世またはディーポルト2世 (チェコ語: Děpolt II. ドイツ語: Diepold II 　1150年代 – 1190年11月21日)は、プシェミスル朝の分家出身のボヘミア貴族。ボヘミア人の軍を率いて第3回十字軍に参加した。

## 生涯
ディエポルト2世はディエポルト1世（ボヘミア公ヴラジスラフ1世の息子）とゲルトルード（ブランデンブルク辺境伯アルブレヒト1世の娘)の一人息子として生まれた。
ディエポルト2世が初めて歴史に登場するのは父の死後であった。彼は従兄のボヘミア公ベドジフと仲が良かったが、1182年以降、別の従兄弟であるプラハ司教インジヒ・ブジェチスラフ（後のボヘミア公ブジェチスラフ3世）と争うようになった。インジヒは、ディエポルト2世の領地であるチャースラフ、クルディム、ヴラツラフに聖務禁止令を出した。ディエポルト2世は1187年に別の場所へ移住したが、1189年にコンラッド2世オタがボヘミア公に即位すると帰国した。
1189年、コンラッド2世はディエポルト2世を第3回十字軍に参加するボヘミア軍の司令官に任じた。彼らはハンガリーのエステルゴムで、神聖ローマ皇帝フリードリヒ1世率いる軍勢に合流した。ボヘミア兵のほとんどは十字軍に参加するために解放された罪人だった。うち8人は、かつてセルビアで暴力沙汰や強盗を働いた罪でフリードリヒ1世に処刑された。1190年6月10日にフリードリヒ1世が小アジアのサレフ川で事故死すると、ディエポルト2世はシュヴァーベン公フリードリヒ4世に従い、聖地に留まることにした。その後、同年秋にアッコ包囲戦に参陣したが、11月21日に没した。戦傷か疫病によるものと考えられている。彼の指揮下にあった残存兵は、おそらくイングランド王リチャード1世の指揮下に組み込まれた。

## 家族
ディエポルト2世は、ヴロツワフ公ボレスワフ1世ヴィソキの娘アデッラ（アデライダ・ズブィスワヴァ）と結婚し、少なくとも以下の3人の子をもうけた。
- ディエポルト3世[3]
- ソビェスラヴ1世[3]
- ボレスラヴ[3]